# Kenneth Bi

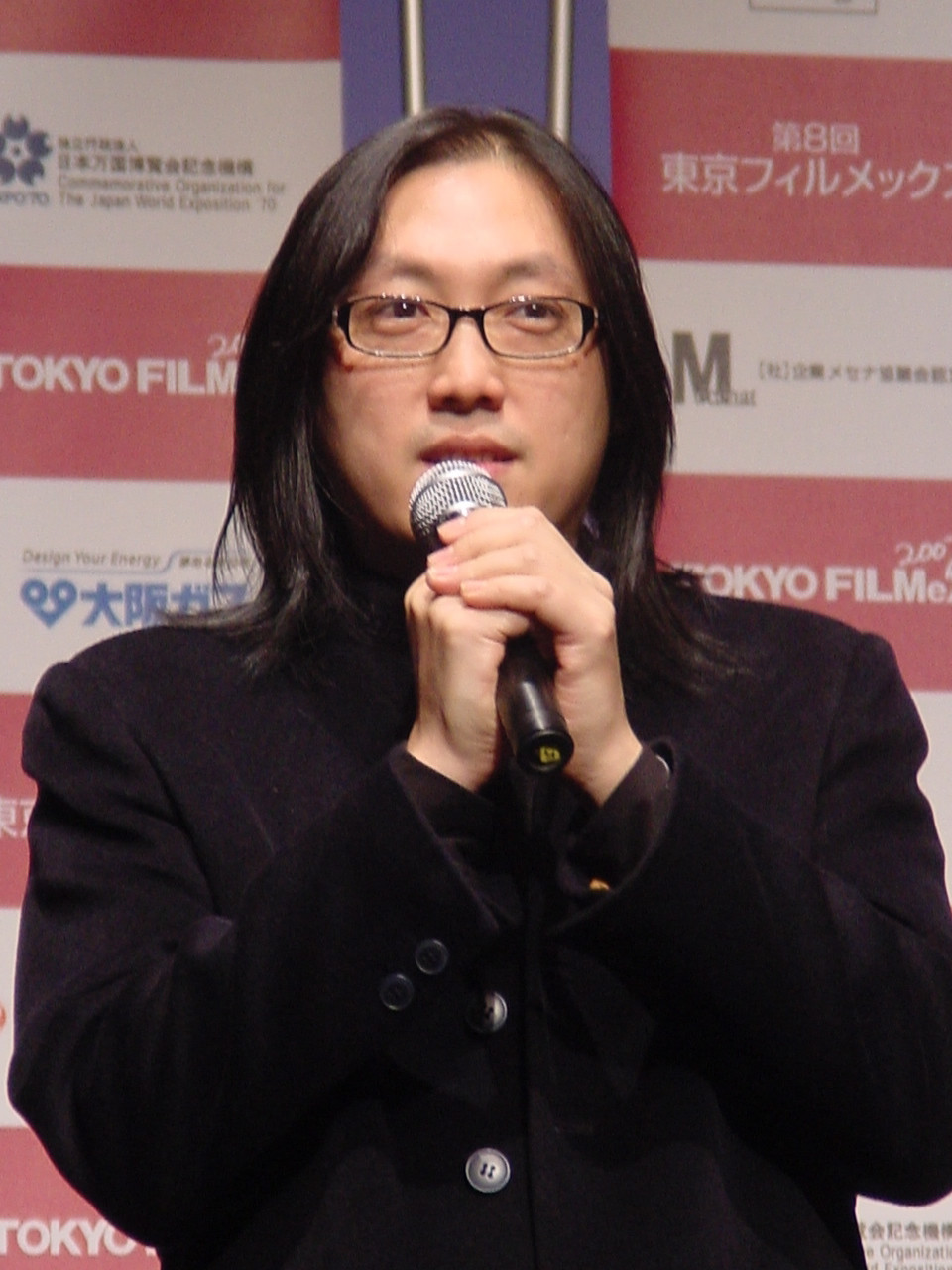
Kenneth Bi in Tokyo Filmex (2007)

Kenneth Bi (chinesisch 畢國智 / 毕国智, Pinyin Bì Guózhì, Jyutping Bat1 Gwok3zi3, kantonesisch Bat Kwok-chi; * 4. März 1967 als Bi Guozhi in Hongkong) ist ein Filmregisseur, Drehbuchautor, Schauspieler und Filmeditor, der meist in Kanada und Hongkong arbeitet. Er wirkte an zahlreichen Theater- und Filmproduktionen mit.

## Biografie
Kenneth Bi ist der Sohn der bekannten Shaw Brothers Studio-Schauspielerin Ivy Ling Po (凌波) und der Schauspieler Chin Han (金漢). Beide spielten in zahlreichen hochchinesischen Hongkong-Produktionen in den 1960er bis 1970er Jahren zur Blütezeit der Shaw Brothers mit. 2004 im Zweitwerk Rice Rhapsody (海南雞飯) von Kenneth Bi hatten die beiden Schauspieler darin einen kurzen Cameo-Auftritt.
Kenneth Bi studierte Theater und Film an der Brock Universität in Kanada und schloss das Studium 1989 mit dem akademischen Grad „Honors“ ab.
Mit seiner Frau Rosa Li (李嘉繪) gründete Bi 2000 die eigene Filmproduktionsfirma Kenbiroli Films.
Kenneth Bi veröffentlicht seine Arbeiten auch unter dem Pseudonym Kenneth Biroli bzw. Ken Biroli.

## Karriere
Er erhielt 1992 in Toronto einen Preis für „Besondere Verdienste“ für sein CBC-Radio-Hörspiel „Rice Krinkles“.
Der kanadische Regisseur und Produzent Teddy Robin holte Bi 1995 mit seinen vielen Talenten als Schauspieler, Autor und Editor in das Team seines Filmes Hong Kong Graffiti und gab ihm so die erste Chance auf der großen Leinwand. Im Jahr 1998 co-produzierte BI den Film Slow Fade von Debütant Daniel Chan und ermöglichte ihm die Teilnahme an der Berlinale 1999. Im gleichen Jahr erhielt er von den Hong Kong Film Awards eine Nominierung für die Beste Original Filmmusik des Films The Longest Summer von Fruit Chan, der ebenfalls im Wettbewerb der Berlinale 1999 lief.
Neben der Filmarbeit nahm sich Bi 2001 eine Auszeit um acht Kurzgeschichten für Kinder zu schreiben, die vom WWF veröffentlicht wurden. Unter dem Titel Lolo's Big Adventures, erzählt Bi die Geschichte des Zuges eines jungen Schwarzstirnlöfflers und wendet sich damit an Kinder im Vorschulalter, um ihnen die Bewahrung von Gefährdeten Tierarten näher zu bringen.
Im Jahr 2002 wendete sich Bi wieder dem Film zu und übernahm für den Film The Runaway Pistol die Regie-Assistenz, eine Nebenrolle und schrieb an der Geschichte mit. Der Film war in Hongkong bei den Kritikern sehr beliebt und feierte seine Premiere auf dem Hong Kong International Film Festival. Er erhielt Nominierungen für die Beste Regie und das Beste Drehbuch auf den 39. Golden Horse Awards.
Bei Rice Rhapsody drehte Kenneth Bi erstmals auf 35-mm-Filmmaterial. Der Film lief in Kinos in Hongkong, Taiwan und Singapur. Das Drehbuch zum Film, das von Kenneth Bi stammt, wurde vom Taiwan Government Information Office mit dem Preis für das Beste Drehbuch 1999 ausgezeichnet. Es wurde als Förderprojekt für das PPP 2000 vom Pusan Promotional Plan erwählt, einer Organisation, die auf dem asiatischen Filmmarkt Sponsoren und Ko-Produzenten an außergewöhnliche Projekte vermittelt. Die Stars des Films sind Sylvia Chang, Martin Yan, Maggie Q und Mélanie Laurent.
Im Oktober 2004 hatte Rice Rhapsody seine Premiere auf dem größten asiatischen Festival, dem Pusan International Film Festival. Im selben Monta wurde er für den Wettbewerb des Tokyo International Film Festival 2004 ausgewählt. Bei den Golden Horse Awards 2004 in Taiwan war Rice Rhapsody für die Kategorien Beste Schauspielerin und Beste Original Filmmusik nominiert. Er erhielt die Auszeichnung für die „Beste Schauspielerin“ beim Newport Beach International Film Festival sowie den „Best First Theatrical Feature“ beim Worldfest, dem Houston International Filmfestival 2005.
Der zweite Film unter Bis Regie, Die Reise des chinesischen Trommlers, feierte am 11. Oktober 2007 in Hongkong Premiere. Neben den Hauptdarstellern Jaycee Chan und Anjelica Lee wirken Tony Leung Ka-Fai, Roy Cheung, Josie Ho, Kenneth Tsang, Eugenia Yuan sowie die international bekannte Zen-Trommel-Gruppe U-Theatre mit. Die Reise des chinesischen Trommlers wurde in der 'World Cinema Dramatic Competition'-Sektion des Sundance Film Festivals 2008 gezeigt. Damit ist er der erste Wettbewerbsfilm aus der Region Hongkong und Taiwan auf dem renommierten Festival.
Die Reise des chinesischen Trommlers wurde von der deutschen Produktionsfirma Twenty Twenty Vision ko-produziert und der deutsche Komponist Andre Matthias zeichnet für die Filmmusik verantwortlich.

## Filmografie (Auswahl)
Quelle: Hong Kong Film Directors Guide 1979–2013, Hong Kong Movie Database

### Regie
- 2000: A Small Miracle (小奇蹟)
- 2004: Rice Rhapsody (海南雞飯)
- 2007: Die Reise des chinesischen Trommlers (The Drummer, 戰 ‧ 鼓)
- 2010: Girl$ (囡囡)
- 2013:	Control (控制)
- 2019: Wish You Were Here (2019) (在乎你 (2019))

## Auszeichnungen (Auswahl)
Quelle: Internet Movie Database
- 25. Hong Kong Film Awards Bester Neuer Regisseur – Rice Rhapsody (2006)
- Taiwan Government Information Office Herausragendes Drehbuch – Rice Rhapsody (1999)[9]